# Continue Directe Democratie Partij
Die Continue Directe Democratie Partij (CDDP, Kontinuierliche Direkte Demokratie-Partei) war eine niederländische Partei.

## Geschichte
Gegründet wurde die Partei im Jahr 2005 von Rob Verboom. Ziel der Partei ist die Einführung einer Direkten Demokratie in den Niederlanden. Mit Verboom als Spitzenkandidat trat die CDDP bei den Parlamentswahlen von 2006 in 13 der 19 Wahlkreise an, konnte jedoch mit 559 Stimmen (0,0 %) nicht ins niederländische Unterhaus einziehen.

## Parteiprogramm
Die CDDP ist keine Partei mit einem eigentlichen Parteiprogramm, vielmehr sollen die Mitglieder der CDDP die Standpunkte beschließen, welche die CDDP in einem Parlament zu vertreten hätte. Einer politischen Richtung sieht sie sich nicht zugehörig und auch nicht als Partei im eigentlichen Sinne, vielmehr sieht sie sich als eine Manifestierung eines neuen Wahlsystems, das eine politische Apathie durchbrechen könne. Im konventionellen Parteiensystem sei es nur möglich die Partei zu wählen, die am ehesten die eigenen Standpunkte vertritt, von denen viele dann doch wieder bei Koalitionsverhandlungen untergehen würden. Die repräsentative Demokratie habe den Vorteil, dass Abgeordnete die Entscheidungen treffen und der Wähler sich nicht damit befassen müsse, letzter aber auch keine Einflussmöglichkeit innerhalb der Legislaturperiode mehr habe.

## Ergebnisse bei nationalen Wahlen
| Jahr | Stimmen | Prozent | +/- | Sitze | +/- |
| ---- | ------- | ------- | --- | ----- | --- |
| 2006 | 559     | 0,0 %   |     | 0     |     |